# Battleme
Battleme je američki rok bend koji je nastao kao projekat muzičara Meta Drenika ( en:Matt Drenik ) nakon što je prestao sa radom u bendu Lions.

## Karijera
Pod novim imenom Battleme prvi put pojavio se sa pesmom "Burn This Town", u drugoj sezoni finala serije Sons of Anarchy emitovane na FX Network kanalu. Po muzičkom pravcu pesma je ukazala na jasno udaljavanje od čvrstog gitarskog stila Metovog prethodnog benda Lions.
U leto 2010. godine, Met se seli u Portland, Oregon, da bi se potpuno fokusirao na novi projekat. U podrumu svoje kuće otvara muzički studio i započinje snimanje demo pesama za prvi album benda Battleme. Nakon što je snimio preko 40 pesama, izbor je suzio na 10 i poslao ih Tomasu Tarneru (Thomas Turner) iz benda Ghostland Observatory, koji mu je pozitivno odgovorio i potpisao je ugovor za njegovu izdavaču kuću Trashy Moped Recordings. Krajem 2010. godine njih dvojca započinju rad na finalnoj verziji albuma, koji je Tarner producirao. Uporedo radeći na albumu, Met je za svoju izdavaču kuću Get Loud objavio mirniji solo EP pod nazivom Big Score, na kojem se nalaze šest prethodno snimljenih kantri kompozicija.
Nekoliko pesama, uključujući i obradu pesme Nila Janga (Neil Young) "Hey Hey, My My," koja je ubrzo dostigla preko 15 miliona pregleda na Youtube, pojavljuju se u trećoj sezoni serije Sons of Anarchy.
8. marta 2012. godine video spot za Battleme singl "Touch" imao je premijeru na MTV Buzzworthy kanalu. Iste godine, bend se predstavio na muzičkim festivalima Music Fest NW (Portland, OR), Capitol Hill Block Party (Seattle, WA), SXSW (Austin, Texas) and Lobster Fest (LA, CA).
Na muzičkom izdanju Sons of Anarchy Volume II, izdatom za Columbia Records 19. novembra 2012. godine, nalaze se i dve pesme: "Time" i "Lights" koje su nastale u saradnji Battleme sa muzičarem i producentom Bobom Tilom (Bob Thiele) koji je bendu The Forest Rangers bio koproducent a na seriji Sons of Anarchy je radio kao muzički direktor.
Esquire Magazine je 6. decembra 2012. godine pesmu "Lights" proglasio za jednu od 10 najboljih pesama te nedelje, sa sledećim obrazloženjem: "Da su Flaming Lips kojim slučajem snimili originalnu pesmu za njihov šou Dark Side of The Moon, upravo ovako bi možda zvučala".
Proleća 2013. godine Met je napustio izdavačku kuću Trashy Moped i potpisao je ugovor sa El Camino iz Los Anđelesa, koju vodi Met Meser (Matt Messer), bivši potpredsednik izdavačke kuće EMI. U aprilu ulazi u studio i sa producentom Dagom Boemom (Doug Boehme) koji je, između ostalih, producirao Girls, Guided By Voices i Tokyo Police Club, počinje rad na drugom studijskom albumu. Album je dobio vrlo pozitivne kritike medija, od kojih treba pomenuti velikane poput Magnet Magazine, USA Today i posebno American Songwriter, koji su istakli da je album "bezvremenska kolekcija rok himni." Video spot za prvi singl "Just Weight", premijerno je prikazan na Youtube kanalu magazina Filter.
U leto 2014. godine Battleme je na 10 koncerata širom srednjeg zapada i istočne obale, nastupio kao predgrupa bendu Veruca Salt.
Jedan od napoznatijih muzičkih magazina na svetu - Billboard, je 29. oktobra 2015. godine promovisao "Shake, Shake", prvu pesmu sa dolazaćeg albuma "Habitual Love Songs" koji je izdat 15. januara 2016. godine za El Camino. KEXP, popularna radio stanica iz Sijetla, 19. decembra 2015. godine pesmu Shake Shake proglasila je za pesmu dana.

## Diskografija
- "Big Score" - Get Loud (2010)
- "Songs of Anarchy: Music from Sons of Anarchy Season 1-4" - Columbia Records (2011)
- "Battleme" - Trashy Moped Recordings (2012)
- "Green Fields Session 1" - Get Loud (2012)
- "Sons of Anarchy : Volume 2" - Columbia Records (2012)
- "Weight on the Brain EP" - El Camino Media (2013)
- "Future Runs Magnetic" - El Camino Media (2014)
- "Habitual Love Songs" - El Camino Media (2016)

## Pojavljivanje
- "Hey Hey, My My" featured on season 3 of FX Network’s Sons of Anarchy finale and soundtrack
- "Dead Man" featured on season 3 of Sons of Anarchy
- "Miles Away" with Slash featured on season 3 of Sons of Anarchy
- "Burn This Town" featured on season 2 of Sons of Anarchy
- "Here With Me" featured on season 4 finale of NBC’s Chuck
- "Gun" featured on season 6 of CBS’s Criminal Minds
- "Killer High" featured on season 4 of Sons of Anarchy
- "Big Score" featured on season 4 of Sons of Anarchy
- "Time" featured on season 4 of Sons of Anarchy
- "Lights" featured on season 5 of Sons of Anarchy
- "Trouble" featured on season 2 of Necessary Roughness
- "Shoot the Noise, Man" featured on the soundtrack of NHL 13
- "I See Through You" featured on season 6 of "Sons of Anarchy"
- "Shoot the Noise, Man" featured on PGA Golf commercial.
- "Shoot the Noise, Man" featured on Project Almanac Film Trailer.